# Diospyros oubatchensis
Diospyros oubatchensis är en tvåhjärtbladig växtart som beskrevs av André Joseph Guillaume Henri Kostermans. Diospyros oubatchensis ingår i släktet Diospyros och familjen Ebenaceae. Inga underarter finns listade i Catalogue of Life.